# Ектопаразити

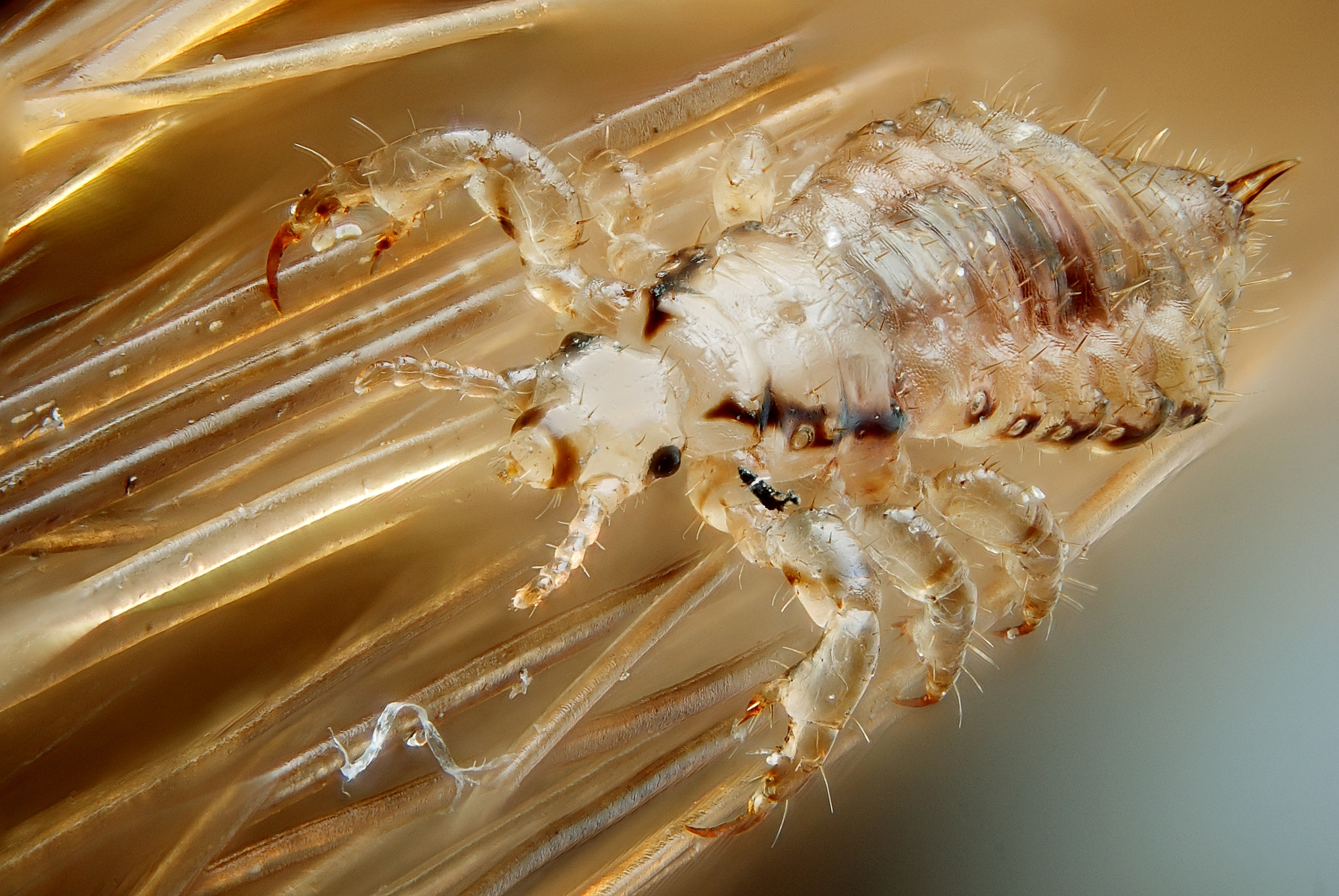
Головна воша (Pediculus humanus capitis) — ендопаразит людини

Ектопаразити — зовнішні паразитичні організми, які мешкають на поверхні тіла хазяїна— на противагу ендопаразитам, які мешкають всередині тіл хазяїв. Є в основній групі ектотрофних організмів. Деякі ектопаразити непорушно прикріплені до хазяїна (наприклад, паразитичні веслоногі рачки на шкірі та зябрах риб). Більшість же пересувається по тілу хазяїна (інфузорії урцеолярніди і плоскі черви моногенеї — на рибах, воші та пухоїди — на птахах і ссавцях, тощо). Основним пристосуванням до існування на хазяїні є всілякі та часто складно влаштовані органи прикріплення — присоски, крюки, гаусторії тощо. Деякі види паразитів, наприклад, анкілостоми, можуть мігрувати з шкіри до внутрішніх органів.
Ектопаразитів поділяють на постійних (які перманентно живуть на тілі хазяїна) і періодичних (які живуть вільно, і нападають на хазяїна лише на час харчування, як москіти або ґедзі).
Для постійних ектопаразитів характерними є маленькі, але дуже часті прийоми їжі, відсутність гонотрофічного циклу (чередування прийомів їжі та визрівання яєць, характерні для багатьох кровососів), порівняно невисока кількість нащадків, короткий життєвий цикл і нестійкість до несприятливих зовнішіх умов. Вони можуть харчуватися кров'ю, лімфою, виділеннями шкірних залоз, змертвілими частинками шкіри, пір'ям, шерстю.
Передача паразиту від одного хазяїна до іншого відбувається, зазвичай, при безпосередньому контакті.
Серед тварин, більшість ектопаразитів належить до павукоподібних (кліщі), комах (воші, блохи, деякі двокрилі), п'ятивусток і п'явок. Також відомі ектопаразити серед рослин (повитиця європейська) і грибів (борошниста роса).
Ектопаразити можуть шкодити своїм хазяям не лише безпосередньо, пошкоджуючи їх шкіру і тіла, а й через свої продукти життєдіяльності, які можуть спричинити запалення, отруєння або алергію. Крім того, вони часто можуть передавати хвороби від одного хазяїна до іншого.
З іншого боку, деякі ектопаразити можуть існувати на хазяїні, не завдаючи йому дискомфорту впродовж тривалого часу: так, мікроскопічний кліщ  залозник вугровий, який є збудником демодекозу, населяє шкуру практично всіх людей старше десяти років, проте лише у невеликої частки він стає причиною захворювань.
Серед хвороб людини, спричинених ектопаразитами можна назвати педикульоз, коросту, кліщовий енцефаліт.

## Види
- Мають одного хазяїна (моноксени). Наприклад, Ascaris suum розвивається прямим шляхом від яйця до імаго в організмі свині, Dictyocaulus filaria від личинкової до статевозрілої стадії паразитує в тілі дрібної рогатої худоби.
- Мають багато хазяїв (гетероксени) — для розвитку паразита потрібно два і більше різних видів хазяїв. Наприклад, фасціоли в личинковій стадії розвиваються в печінці прісноводних молюсків, а в статевозрілій — в організмі сільськогосподарських та диких тварин.[6]

## Особливості
Безпідставне відчуття наявності паразитів на своєму тілі називається маревний паразитоз (синдром Екбома, хвороба Моргеллонів,  дерматозойне марення тощо).